# Кродо
Кродо (італ. Crodo, п'єм. Crò) — муніципалітет в Італії, у регіоні П'ємонт,  провінція Вербано-Кузіо-Оссола.
Кродо розташоване на відстані близько 590 км на північний захід від Рима, 140 км на північ від Турина, 36 км на північний захід від Вербанії.
Населення — 1426 осіб (2014).
Щорічний фестиваль відбувається 26 грудня. Покровитель — святий Степан.

## Демографія
Населення за роками:

Станом на 1 січня 2023 року в муніципалітеті офіційно проживало 30 іноземців з 12 країн, серед них 8 громадян країн Євросоюзу та 4 громадяни України.

## Сусідні муніципалітети
- Бачено
- Креволадоссола
- Монтекрестезе
- Премія
- Варцо